# いずみふアンちゃんの元気が出る生放送!
『いずみふアンちゃんの元気が出る生放送！』（いずみふアンちゃんのげんきがでるなまほうそう）は、2022年12月15日からニコニコ生放送で配信されているインターネット番組。パーソナリティは和泉風花と八巻アンナ。

## 概要
2022年12月15日よりニコニコチャンネル「セカンドショットちゃんねる」で配信開始された。この番組では、2人が挑戦をテーマに視聴者に元気を届けていくものである。

## 配信時間
- 月1回、ニコニコ生放送にて前半の無料パートと後半のニコニコチャンネル会員向けの有料パートが配信される。
- 生配信の翌週木曜20時にニコニコチャンネルにて有料会員向けにアーカイブとアフタートークが公開される。
- YouTubeでも生配信の翌週木曜20時に無料パートのみが公開される。
- 2024年6月8日から受けたニコニコサービスへのサイバー攻撃の影響により、ニコニコサービス全体が利用できなくなったため、第19回（2024年7月9日配信）よりニコニコ生放送の代替配信はOPENREC.tvとなった。また、ニコニコチャンネル会員向けの有料パートや完全版アーカイブについては、ニコニコサービス復旧まではOPENREC.tvに一時的に移行し、OPENRECサブスク限定で公開されるようになった[3]。

## 主なコーナー
テーマ
ガチなエピソードからエアプなエピソードまで、様々なテーマで募集する。
TikTokチャレンジ
2人がTikTokでチャレンジしていく。

## イベント
いずみふアンちゃんの元気が出る生放送！番組イベント2024
2024年8月18日に築地本願寺ブディストホールにて開催予定。